# Битка при Ауденарде
Битката при Ауденарде (Ауденарде – на нидерландски: Oudenaarde, на френски: Audenarde, е град в Южна Нидерландия на 18 км южно от Гент) се състои на 11 юли 1708 г. в хода на Войната за испанското наследство, в която херцог Марлборо и принц Евгений Савойски побеждават френската армия на маршал Вандом.

## Предистория
След победата на Марлборо при Рамили през 1706 г. повечето нидерландски градове признават австрийския претендент за испанския престол Карлос III (бъдещия император Карл VI). През 1708 г. обаче френската армия отново нахлува в областта и принуждава градовете Гент и Брюж да се предадат без съпротива. Френската армия, недалновидно оглавявана от двама командващи – Вандом и херцог дьо Бургон, внук на френския крал Луи XIV – се раздира от противоречия. Съюзниците също не са в идеални отношения, а Марлборо е болен и не много ефективен.

## Ход на битката
Французите решават да превземат Менен и напредват на североизток, но при Ауденарде се оказват заобиколени от съюзниците. Силите на Марлборо и Евгений Савойски се придвижват 50 мили за един ден, удивително постижение, което напълно изненадва Вандом. Англичаните строят понтонни мостове на р. Шелда северно от Ауденарде, но различията във френския генерален щаб не позволяват на Вандом да атакува. Херцог дьо Бургон иска да избегне битката или да се започне с класически удар в центъра на противника. Вандом предпочита атака върху противниковото дясно крило. Междувременно сражения избухват в отделни сектори. При с. Орн се завързва голяма кавалерийска битка, която привлича подкрепления и от двете армии. За разлика от повечето тогавашни битки, тази при Ауденарде е с постоянно менящи се фронтове, а пехотата играе по-важна роля от конницата. Марлборо успява по-бързо да прегрупира силите си и да вземе превъзходство. Докато австрийците удържат на натиска на по-мощните френски части, Марлборо ги заобиколи и атакува по фланга. Така френското дясно крило се оказва обкръжено и се предава, а лявото, възползвайки се от нощта и започналия проливен дъжд, отстъпва към Брюж.

## Последици
Данните за загубите са противоречиви, но според повечето източници съюзниците губят 2000 от своите 80 000 войници, а французите – 3000 на бойното поле и 7000 пленени от 85 000 войска. Битката не ликвидира френската армия, но е пореден удар срещу авторитета ѝ и дава инициативата на съюзниците, които през следващата година успешно превземат Лил. Франция е поставен в критично положение, което едва не довежда до загубата ѝ във войната.